# منتخب ساموا لكرة القدم
منتخب ساموا لكرة القدم (بالساموية: Sāmoa soka au)‏ وهو المنتخب الوطني في ساموا ويديره اتحاد ساموا لكرة القدم . لم يسبق له التأهل إلى بطولة كأس العالم . كان يسمى سابقا منتخب ساموا الغربية حتى سنة 1997 .

## وصلات خارجية
- قائمة بيانات المنتخب من الموقع الرسمي للفيفا باللغة العربية